# برج کبوتر شش قلو کرکوند
برج کبوتر شش قلو کرکوند مربوط به دوره قاجار است و در شهرستان مبارکه، بخش مرکزی، شهر کرکوند، خیابان امامزاده واقع شده و با شمارهٔ ثبت ۲۶۶۰۴ به‌عنوان یکی از آثار ملی ایران به ثبت رسیده است.